# 馬拉松硬漢
馬拉松硬漢（日语：マラソンマン），作者：井上正治，共1-19集，第1集由東立出版社在1993年發行。

## 剧情
男主角高木一馬的父親高木勝馬年輕時曾獲得橫濱馬拉松冠軍，但與一馬的母親美和子離婚後生活不順利而終日買醉。在勝馬36歲、一馬三年級時為了成為兒子的榜樣而恢復練習，並在橫濱馬拉松中再次獲勝，隔年（37歲）參加法國巴黎世界選手權馬拉松賽，在終點凱旋門前倒下，疑因休息10年後以高齡參加四次馬拉松並在2月時曾輸血600c.c.加上賽前患了換氣過度症候群，到醫院前因心臟機能不全死亡，當次比賽由衣索比亞選手馬莫獲勝（第6集）。